# Bullón
El río Bullón es un río de montaña del norte de España que discurre por Cantabria y la provincia de Palencia.

## Curso
El Bullón nace en Peña Labra, en el municipio de La Pernía, y desciende por los de Pesaguero y Cabezón de Liébana hasta unirse con el río Deva en Ojedo. La principal localidad que atraviesa es Cabezón de Liébana. El río Deva nace en Fuente Dé, pasando por el municipio de Camaleño, la villa de Potes, donde recibe las aguas del río Quiviesa, y entrando en el municipio de Cillorigo, por el pueblo de Ojedo, recibe las aguas del río Bullón, para atravesar luego el desfiladero de la Hermida, hasta unirse con el río Cares.

## Ecología
El entorno del Bullón constituye una zona de gran valor natural y paisajístico, por lo que junto a los arroyos de Yebas y de la Bárcena y el río Aniezo ha sido designado reserva natural fluvial.